# پی‌اچ‌پی‌بی‌بی
پی‌اچ‌پی‌بی‌بی (به انگلیسی: phpBB) نرم‌افزاری برای ساخت تالار گفتگو که با زبان PHP نوشته شده‌است. نام پی‌اچ‌پی‌بی‌بی سرنام واژه‌های PHP Bulletin Board است. پی‌اچ‌پی‌بی‌بی یک نرم‌افزار آزاد تحت پروانه گنو است.

## تاریخچه
- phpBB1.0.0 در ۹ نوامبر ۲۰۰۰ منتشر شد.
- phpBB1.4.4 در ۶ نوامبر ۲۰۰۱ منتشر شد.
- phpBB2.0.x در ۴ آوریل ۲۰۰۲ منتشر شد.
- phpBB3.0.0. olympus در ۱۳ دسامبر ۲۰۰۷ منتشر شد.
- phpBB 3.1.a در ۲۱ نوامبر ۲۰۱۳ منتشر شد.